# XIII (videogioco)
XIII è un videogioco sparatutto in prima persona sviluppato dalla Ubisoft, dotato di grafica in stile cartone animato con l'utilizzo dell'animazione cel-shaded. È basato sui primi cinque volumi dell'omonimo graphic novel franco-belga creato da Jean Van Hamme nel 1984 e disegnato da William Vance.
È stato pubblicato nel 2003 per PlayStation 2, Xbox, Nintendo GameCube, Game Boy Advance, Microsoft Windows e macOS.

## Trama
Il gioco si apre con la scena dell'assassinio del presidente americano, William Sheridan, durante un corteo (ispirato all'assassinio di JFK). Il protagonista, Steve Rowland, si risveglia su una spiaggia con un tatuaggio del numero romano XIII sulla clavicola e un'amnesia: avanzando nei vari livelli i fatti, i luoghi e i ricordi gli restituiranno la memoria. Gli obiettivi sono due: scoprire la vera identità del protagonista e smascherare i venti cospiratori che hanno ordito l'omicidio di Sheridan.

## Doppiaggio
- XIII: Francesco Prando
- Maggiore Jones: Chiara Colizzi
- Generale Carrington: Sergio Lucchetti
- Winslow: Sergio Di Giulio
- Kim: Alessandra Cassioli
- Wax: Franco Mannella
- Mangusta: Gerolamo Alchieri
- Pam: Giò Giò Rapattoni
- Amos: Oliviero Dinelli
- Colonnello McCall: Massimo Milazzo
- Walter Sheridan: Christian Iansante

## Accoglienza
Nel 2013 IGN pubblica la lista dei 100 migliori sparatutto in prima persona scelti dai suoi esperti, dove XIII risulta al 100º posto. Le vendite del gioco furono relativamente basse e XIII non ebbe quindi successo commercialmente.

## Remake
Il 18 aprile 2019 è stato annunciato un remake per PlayStation 4, Xbox One, Nintendo Switch e Microsoft Windows, la cui pubblicazione è programmata per il 10 novembre 2020.